# Cryptocentrus tentaculatus
Cryptocentrus tentaculatus es una especie de peces de la familia de los Gobiidae en el orden de los Perciformes.

## Observaciones
Es inofensivo para los humanos.